# Altri tempi - Zibaldone n. 1
Altri tempi - Zibaldone n. 1 è un film collettivo del 1952 diretto da Alessandro Blasetti.
È composto da 8 episodi, più uno di collegamento (Il carrettino dei libri vecchi), tratti dalla novellistica dell'Ottocento, che tratteggiano un quadro dell'Italia del periodo: adulteri non consumati e tradimenti più o meno nascosti, teneri idilli bruscamente interrotti e partenza dei soldati per la guerra, litigi per futili motivi e processi per tentato avvelenamento del coniuge.
Il film ha avuto un seguito, molto tartassato dalla censura, Tempi nostri - Zibaldone n. 2 (1954).

## Episodi

### Il carrettino dei libri vecchi
Un bonario venditore ambulante di libri vecchi mostra ai suoi clienti alcune opere del passato e subisce scherzi da parte del turbolento figlio di una edicolante.

### Ballo Excelsior
Ricostruzione filmata del Ballo Excelsior, ballo allegorico di fine secolo del compositore Romualdo Marenco rappresentato per la prima volta al Teatro alla Scala di Milano l'11 gennaio 1881.

### Meno di un giorno
Due amanti, per motivi contingenti, riescono a vedersi in una stanza d'albergo una volta all'anno, per poche ore, ma a causa di alcuni screzi e gelosie non riescono a consumare il loro rapporto.

### Il tamburino sardo
Durante la prima guerra d'indipendenza combattuta contro gli austriaci un giovanissimo tamburino, nel consegnare un importante messaggio al comando italiano, viene colpito e perde una gamba (episodio dal libro "Cuore").

### Questione d'interesse
Due contadini si accapigliano per il possesso di sterco da concime.

### L'idillio
Tenero idillio estivo tra due bambini di famiglie dell'alta borghesia. Guido, a causa di un bacio dato alla dolce bambina greca Filli, si domanda se tale bacio può aver generato un bambino e teme anche per la sua cameriera, che ha avuto un bambino senza essere sposata. Con la fine dell'estate arriva anche la dolorosa separazione.

### La morsa
Un commerciante scopre il tradimento della moglie con il suo socio in affari. Rientrato a casa, dapprima fa finta di niente, poi con una scusa manda via la cameriera e dopo aver negato alla moglie il perdono, minacciando di toglierle i figli, la induce a togliersi la vita.

### Pot-pourri di canzoni
Storia di un corteggiamento e matrimonio felice, allietato dalla nascita di un figlio e concluso con la partenza del marito per la guerra, dalla quale forse non ritornerà.
Le canzoni a cui fa riferimento il titolo sono Lo specio me ga dito, Oh Trieste, oh Trieste benedetta, Musica proibita, Un peu d'amour, Le valse bleu, Baciami baciami, Santa Lucia e Tripoli bel suol d'amore.

### Il processo di Frine
Napoli. Una popolana viene processata per aver tentato di avvelenare insieme marito e suocera. Grazie alla sua prorompente bellezza, l'avvocato difensore nominato d'ufficio riesce con un'ispirata e veemente arringa a ribaltare la situazione, trascinando pubblico e giurati dalla parte dell'imputata.
Ricavato da una novella di Edoardo Scarfoglio, e riferito a un'antica vicenda dell'etera Frine, è rimasto celebre soprattutto perché Vittorio De Sica, nei panni dell'avvocato difensore delle prosperose grazie di una popolana (interpretata da Gina Lollobrigida), coniò il termine "maggiorata fisica" che segnerà di fatto un'epoca e sarà molto utilizzato per tutti gli anni cinquanta e per buona parte degli anni sessanta. Il riferimento esatto, nella frase pronunciata nel film da De Sica nel corso dell'arringa è: "maggiorata fisica" in contrapposizione alla locuzione "minorata psichica".
Vittorio De Sica in questo episodio è alla sua prima apparizione accanto a Gina Lollobrigida; entrambi gli attori, l'anno successivo, coglieranno una grandissima popolarità come il maresciallo e la bersagliera nel film Pane, amore e fantasia diretto da Luigi Comencini.
È solo da rilevare che la scena del "processo in tribunale" per il cinema italiano è un appuntamento irrinunciabile, a partire dai precursori Imputato, alzatevi! di Mario Mattoli (1939) con Erminio Macario fino al San Giovanni decollato di Amleto Palermi (1940) con Totò, e trova in questo film una scena fondamentale per i cultori. In seguito scene di processi faranno la fortuna di Nando Mericoni "americano a Roma" (Alberto Sordi) nella duologia di Stefano Vanzina Un giorno in pretura (1953) e Un americano a Roma (1954), fino ad arrivare a Christian De Sica che nel 1984 dedicherà un esplicito omaggio proprio a questa scena recitata dal padre, come Pretore del film Mi faccia causa (1984)

## Produzione
Ideato e diretto da Alessandro Blasetti per festeggiare il 25º anno della sua attività (il suo esordio fu nel 1927 con la fondazione della rivista Cinematografo al quale seguì due anni dopo la regia del suo primo film, Sole) venne proiettato in prima assoluta il 21 agosto 1952, nella serata inaugurale della XIII Mostra Internazionale del Cinema di Venezia, e nelle sale uscì un mese più tardi con grandissimo successo di pubblico.

## Distribuzione
Il film venne proiettato anche in Germania, col titolo Andere zeiten il 19 novembre 1953, quindi sempre nel 1953 sul mercato anglofono (in Gran Bretagna col titolo Infidelity e negli Stati Uniti d'America col titolo Time goes by). Proiettato diverse volte in televisione, non ha mai avuto una pubblicazione in videocassetta; in DVD viene pubblicato dapprima dalla Ripley's Home video, quindi nel 2005 dalla Sony Pictures Home Entertainment.

## Galleria d'immagini

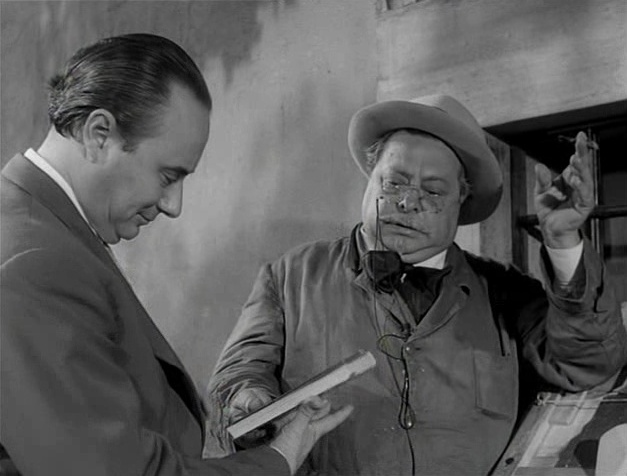
Il carrettino dei libri vecchi
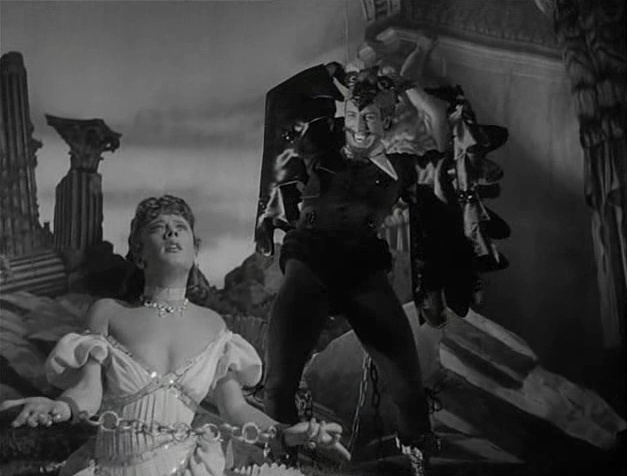
Ballo Excelsior
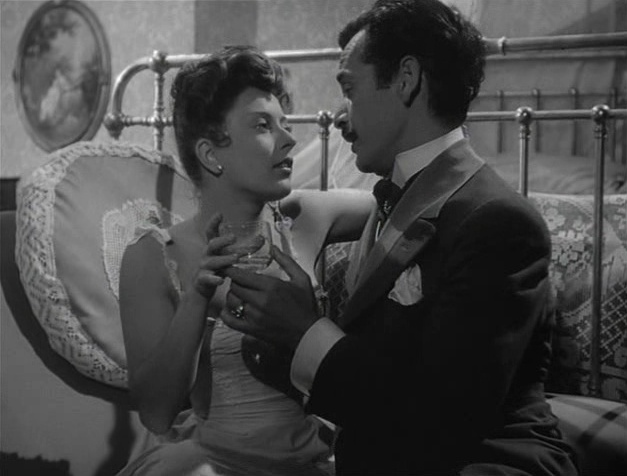
Meno di un giorno
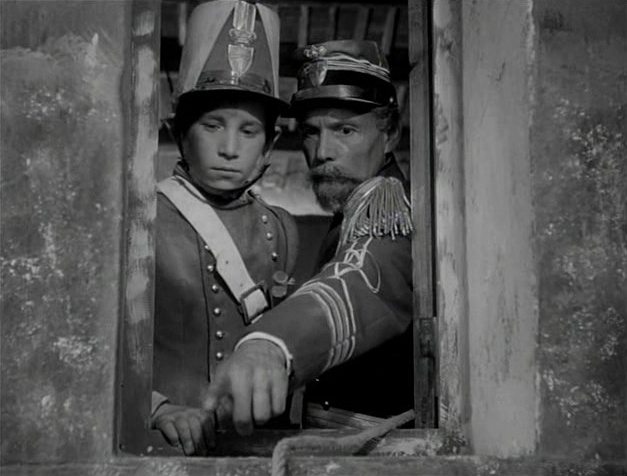
Il Tamburino Sardo
Questione d'interesse
L'idillio
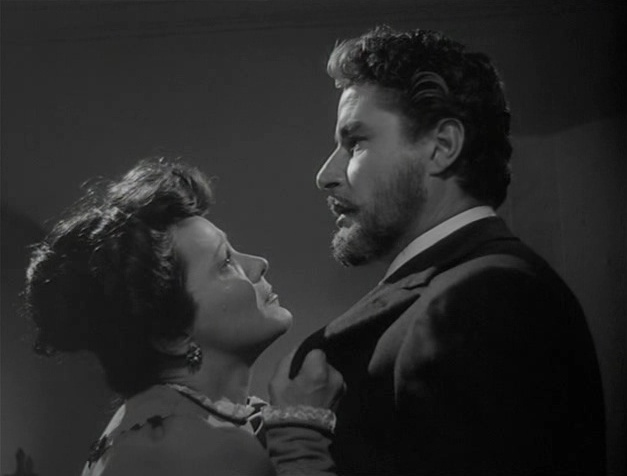
La morsa
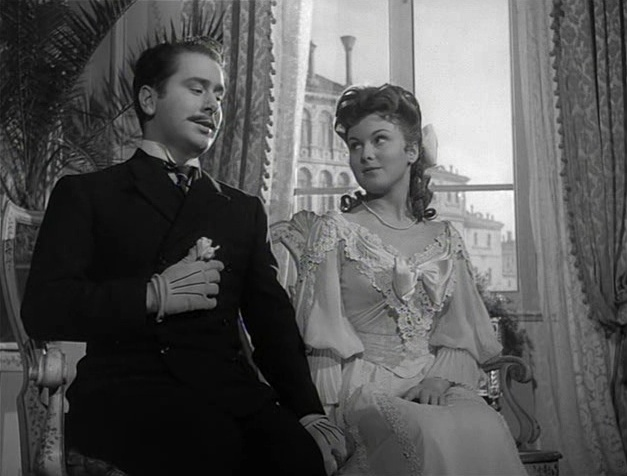
Pot-pourri di canzoni